# Chuỗi lượng giác
Một chuỗi lượng giác là một chuỗi có dạng:
{\displaystyle {\frac {A_{0}}{2}}+\displaystyle \sum _{n=1}^{\infty }(A_{n}\cos {nx}+B_{n}\sin {nx}).}
Nó được gọi là một chuỗi Fourier nếu các tham số {\displaystyle A_{n}} và {\displaystyle B_{n}} có dạng:
{\displaystyle A_{n}={\frac {1}{\pi }}\displaystyle \int _{0}^{2\pi }\!f(x)\cos {nx}\,dx\qquad (n=0,1,2,3\dots )}
{\displaystyle B_{n}={\frac {1}{\pi }}\displaystyle \int _{0}^{2\pi }\!f(x)\sin {nx}\,dx\qquad (n=1,2,3,\dots )}
trong đó {\displaystyle f} là một hàm tích phân.

## Các số không của một chuỗi lượng giác
Sự độc đáo và các số không của chuỗi lượng giác là một lĩnh vực nghiên cứu tích cực ở châu Âu thế kỷ 19. Đầu tiên, Georg Cantor đã chứng minh rằng nếu một chuỗi lượng giác hội tụ thành một hàm {\displaystyle f(x)} vào khoảng {\displaystyle [0,2\pi ]}, có giá trị bằng 0, hay nói chung hơn, là khác không ở nhiều điểm hữu hạn, thì các hệ số của chuỗi đều bằng không.
Sau này Cantor đã chứng minh rằng ngay cả khi tập S trên đó {\displaystyle f} là khác không là vô hạn, nhưng tập hợp dẫn xuất S ' của S là hữu hạn, thì các hệ số đều bằng không. Trong thực tế, ông đã chứng minh một kết quả tổng quát hơn. Đặt S0 = S và đặt Sk + 1 là tập hợp dẫn xuất của Sk. Nếu có một số hữu hạn n mà Sn là hữu hạn, thì tất cả các hệ số đều bằng không. Sau đó, Lebesgue đã chứng minh rằng nếu có một lực lượng đếm được vô hạn α mà S α là hữu hạn, sau đó các hệ số của bộ truyện đều là zero. Công việc của Cantor vào vấn đề độc đáo nổi tiếng khiến cho ông phát minh số lực lượng siêu vô hạn, mà xuất hiện như các chỉ số α trong Sα. 